# Virgen
Virgen település Ausztriában, Tirolban a Lienzi járásban, a Virgen-völgyben található. Területe 88,8 km², lakosainak száma 2173 fő, népsűrűsége  24 fő/km² (2014. január 1-jén). A település 1194 méter tengerszint feletti magasságban helyezkedik el.

## Fordítás
- Ez a szócikk részben vagy egészben  a   Virgen című angol Wikipédia-szócikk ezen változatának fordításán alapul.  Az eredeti cikk szerkesztőit annak laptörténete sorolja fel. Ez a jelzés csupán a megfogalmazás eredetét és a szerzői jogokat jelzi, nem szolgál a cikkben szereplő információk forrásmegjelöléseként.